# List do Laodycejczyków
List do Laodycejczyków – rzekomy list napisany przez św. Pawła do gminy chrześcijańskiej w Laodycei. Pismo apokryficzne z II-IV wieku powstałe prawdopodobnie w kręgu zwolenników Marcjona.

## Źródło apokryfu
Inspirację do powstania apokryfu stanowi fragment Listu do Kolosan:

A skoro list zostanie u was odczytany, postarajcie się, by odczytano go też w Kościele w Laodycei, a wy żebyście też przeczytali list z Laodycei. (Kol 4,16)

Wzmianka o liście z Laodycei dała asumpt do dociekań. Część wczesnochrześcijańskich teologów przyjęła za Tertulianem, że chodzi w rzeczywistości o List do Efezjan. Część włączyła się do dyskusji, dotyczącej istnienia zaginionego lub nawet kilku zaginionych listów św. Pawła.  

## Informacje ogólne
Najstarsza wzmianka na temat Listu do Laodycejczyków pochodzi z Kanonu Muratoriego z drugiej połowy II wieku, gdzie uważa się go za dzieło heretyka Marcjona. O Liście wspominają: Tertulian (Adversus Marcionem), Teodor z Mopsuestii (w Komentarzu do Listu do Kolosan), Epifaniusz z Salaminy (Haereses, 374-376), Hieronim (De viris illistribus, 392), Grzegorz I (Moralia in Hiob). Pomiędzy uczonymi nie ma zgody czy List wzmiankowany w Kanonie Muratoriego jest tym samym listem, o którym piszą później Ojcowie Kościoła. Stąd w zależności od poglądu List jest datowany na II - IV wiek.
Na Zachodzie List uważany był za autentyczny list Pawła tyle że niekanoniczny. Występował nawet w niektórych kodeksach Nowego Testamentu. Z VI wieku pochodzi najważniejszy rękopis Listu, umieszczony w Kodeksie Fuldeńskim - rękopisie Wulgaty. Jeszcze w XVI wieku za autentyczny uważał go Jacques Lefèvre d’Étaples, podczas gdy Erazm z Rotterdamu odrzucał jego autentyczność. Na wschodzie znany był od VIII wieku i traktowany jako dzieło heretyckie.
Językiem oryginalnym Listu była prawdopodobnie łacina. W średniowieczu został przełożony na języki orientalne (m.in. na arabski). Jest niemal pewne, że apokryf pochodzi z kręgu zwolenników Marcjona: brak w nim cytatów ze Starego Testamentu, akcentuje się rolę świętego Pawła, a odrzuca tradycję apostolską, podkreślane jest znaczenie czystości.
Oprócz apokryfu starożytnego istnieje również późniejszy List do Laodycejczyków zachowany w licznych rękopisach słowiańskich.

## Treść
List liczy 20 wersów. Na początku Paweł pozdrawia braci w Laodycei (w. 1-2), zachęca do modlitwy, przestrzega przed zwodniczymi naukami, mając nadzieję na wzrost prawdy głoszonej przezeń Ewangelii (w. 3-5). Powołując się na więzy, które nosi zachęca Laodycejczyków do zachowania jego nauk dla osiągnięcia zbawienia (w. 6-10). Wzywa do radości, unikania brudnego zysku, modlitwy oraz nieskazitelnych, słusznych i uprzejmych czynów (w. 11-17). Wreszcie pozdrawia adresatów (w. 18-19). Ostatni wiersz nawiązuje do Listu do Kolosan odwracając wezwanie 4, 16: Sprawcie, aby ten list przeczytali mieszkańcy Kolosów, wy natomiast przeczytajcie list do Kolosan